# Kimmeridge
Kimmeridge è un villaggio e parrocchia civile dell'Inghilterra, appartenente alla contea del Dorset.

## Monumenti e luoghi d'interesse
- Torre Clavell, sulla costa.